# Équipe NFL de la décennie 1990
L' Équipe NFL de la décennie 1990 est l'équipe type composée pour chaque poste, des meilleurs joueurs et entraîneurs ayant officié en National Football League durant les  années 1990. 
Cette équipe a été désignée par les votants du Pro Football Hall of Fame de la NFL. La sélection est constituée des première et deuxième équipes tant en attaque, qu'en défense et en équipes spéciales,,,.
Seule la performance d'un joueur ou d'un entraîneur dans les années 1990 est utilisée comme critère de vote.
Les joueurs Bruce Matthews, Jerry Rice, Barry Sanders, Bruce Smith et Reggie White ont été élus à l'unanimité, alors que Morten Andersen, Gary Anderson, Sean Landeta, Ronnie Lott, Jerry Rice, Bruce Smith et Reggie White étaient déjà présents dans l'Équipe NFL de la décennie 1980.

## Attaque
| Position         | Première Équipe                 | Équipe(s) NFL                  | Deuxième Équipe              | Équipe(s) NFL                   |
| ---------------- | ------------------------------- | ------------------------------ | ---------------------------- | ------------------------------- |
| Quarterback      | Dan Marino                      | Dolphins,                      | John Elway                   | Broncos                         |
| Running back     | Emmitt Smith Barry Sanders      | Cowboys Lions                  | Terrell Davis Thurman Thomas | Broncos Bills                   |
| Wide receiver    | Jerry Rice Cris Carter          | 49ers Vikings                  | Michael Irvin Tim Brown      | Cowboys LA Raiders, Raiders     |
| Tight end        | Shannon Sharpe                  | Broncos                        | Ben Coates                   | Patriots                        |
| Offensive tackle | Willie Roaf Gary Zimmerman      | Saints Vikings, Broncos        | Tony Boselli Richmond Webb   | Jaguars Dolphins                |
| Offensive guard  | Bruce Matthews Randall McDaniel | Houston Oilers, Oilers Vikings | Larry Allen Steve Wisniewski | Cowboys LA Raiders, Raiders     |
| Centre           | Dermontti Dawson                | Steelers                       | Mark Stepnoski               | Cowboys, Houston Oilers, Oilers |

## Défense
| Position         | Première Équipe                         | Équipe(s) NFL                                      | Deuxième Équipe                                  | Équipe(s) NFL                                       |
| ---------------- | --------------------------------------- | -------------------------------------------------- | ------------------------------------------------ | --------------------------------------------------- |
| Defensive end    | Bruce Smith Reggie White                | Bills Packers, Panthers                            | Chris Doleman Neil Smith                         | Vikings, Falcons, 49ers Chiefs, Broncos             |
| Defensive tackle | Cortez Kennedy John Randle              | Seahawks Vikings                                   | Warren Sapp Bryant Young                         | Buccaneers 49ers                                    |
| Linebacker       | Junior Seau Derrick Thomas Kevin Greene | Chargers Chiefs LA Rams, Steelers, Panthers, 49ers | Hardy Nickerson Cornelius Bennett Levon Kirkland | Steelers, Buccaneers Bills, Falcons, Colts Steelers |
| Cornerback       | Deion Sanders Rod Woodson               | Falcons, 49ers, Cowboys Steelers, 49ers, Ravens    | Aeneas Williams Darrell Green                    | Cardinals Redskins                                  |
| Safety           | LeRoy Butler Steve Atwater              | Packers Broncos, Jets                              | Carnell Lake Ronnie Lott                         | Steelers 49ers, LA Raiders, Jets                    |

## Équipes spéciales
| Position      | Première Équipe     | Équipe(s) NFL              | Deuxième Équipe | Équipe(s) NFL                                |
| ------------- | ------------------- | -------------------------- | --------------- | -------------------------------------------- |
| Kicker        | Morten Andersen     | Saints, Falcons            | Gary Anderson   | Steelers, 49ers, Vikings                     |
| Punter        | Darren Bennett (en) | Chargers                   | Sean Landeta    | Giants, LA Rams, Buccaneers, Packers, Eagles |
| Kick returner | Michael Bates       | Seahawks, Browns, Panthers | Mel Gray (en)   | Saints, Lions, Houston Oilers                |
| Punt returner | Deion Sanders       | Falcons, 49ers, Cowboys    | Mel Gray (en)   | Saints, Lions, Houston Oilers                |

## Entraîneurs
| Position   | Première Équipe | Équipe(s) NFL          | Deuxième Équipe | Équipe(s) NFL |
| ---------- | --------------- | ---------------------- | --------------- | ------------- |
| Head coach | Bill Parcells   | Giants, Patriots, Jets | Marv Levy (en)  | Chiefs, Bills |